# Cybersex
| Cybersex |
| --- |
| Cybersex framför datorskärm. - Betydelse – virtuellt möte för sexuell upphetsning, via dator och Internet - Klassning – en form av virtuellt sex - Medel – webbkamera, smartmobil, text, bild, foto (sextning) |

Cybersex, datorsex eller nätsex är en sexuell aktivitet där personer utbyter meddelanden med sexuellt innehåll via Internet. Aktiviteten är ett slags virtuellt möte, och en variant av virtuellt sex med syfte att ge sexuell upphetsning eller stimulans. Det kan kombineras med onani.

## Utveckling
Ursprungligen utbyttes endast skriven text (till exempel e-post och korta meningar i textchattar), men i takt med den tekniska utvecklingen har arten av meddelanden kommit att vidgas. Numera inbegriper cybersex även att dela med sig av bilder och inspelade ljud av sexuell karaktär, liksom att direkt prata med och se på varandra via webbkamera. Telefonsex är en liknande virtuell sexuell aktivitet. Cybersex är också ett sätt att umgås med en annan person i ett distansförhållande.
Alla typer av virtuella möten kan inkludera sexuellt innehåll, men ofta särskiljs icke-sexuella och sexuella möten. Via smartmobiler är det lätt att skicka sexuella foton, videor eller andra meddelanden till någon annan (se sextning), och teknikens ökade tillgänglighet har utvecklat kommersiellt webbkameramodellande till en stor gren av sexbranschen. Distribuerat material kan ses som en form av pornografi eller erotica, medan kommersiellt modellande kan ses som en form av virtuell prostitution.
Bildutbyte mellan personer som dejtar, flirtar, har ett stadigt förhållande eller kommunicerar mer tillfälligt är på 2020-talet vanligt. En svensk undersökning 2006 visade att 75 procent av vuxna använder Internet för sexuella syften, inklusive konsumtion av pornografi och cybersex med en annan människa. I undersökningen 2006 hade cirka en tredjedel – fler kvinnor än män – erfarenhet av cybersex. Här definierades cybersex som kommunikation med någon annan samt med samtidig onani.
Ovälkommen sexuell kommunikation är en form av sexuellt trakasseri eller övergrepp och kan här inkludera "dickpics" eller förföljelse i text. 